# Пайпер-Сіті (Іллінойс)
Пайпер-Сіті (англ. Piper City) — селище (англ. village) в США, в окрузі Форд штату Іллінойс. Населення — 745 осіб (2020).

## Географія
Пайпер-Сіті розташований за координатами 40°45′22″ пн. ш. 88°11′19″ зх. д. / 40.75611° пн. ш. 88.18861° зх. д. (40.756013, -88.188743).  За даними Бюро перепису населення США в 2010 році селище мало площу 1,42 км², уся площа — суходіл.

## Демографія
Згідно з переписом 2010 року, у селищі мешкало 826 осіб у 322 домогосподарствах у складі 219 родин. Густота населення становила 583 особи/км².  Було 371 помешкання (262/км²).
Расовий склад населення:
| - 96,2 % — білих - 0,7 % — азіатів - 0,4 % — корінних американців - 1,9 % — осіб інших рас |

До двох чи більше рас належало 0,7 %. Частка іспаномовних становила 5,9 % від усіх жителів.
За віковим діапазоном населення розподілялося таким чином: 23,2 % — особи молодші 18 років, 54,3 % — особи у віці 18—64 років, 22,5 % — особи у віці 65 років та старші. Медіана віку мешканця становила 43,4 року. На 100 осіб жіночої статі у селищі припадало 93,0 чоловіків;  на 100 жінок у віці від 18 років та старших — 84,8 чоловіків також старших 18 років.
Середній дохід на одне домашнє господарство  становив 52 184 долари США (медіана — 43 750), а середній дохід на одну сім'ю — 63 823 долари (медіана — 57 344). Медіана доходів становила 45 375 доларів для чоловіків та 30 455 доларів для жінок. За межею бідності перебувало 12,3 % осіб, у тому числі 9,8 % дітей у віці до 18 років та 6,5 % осіб у віці 65 років та старших.
Цивільне працевлаштоване населення становило 373 особи. Основні галузі зайнятості: виробництво — 21,7 %, освіта, охорона здоров'я та соціальна допомога — 21,2 %, сільське господарство, лісництво, риболовля — 11,0 %, мистецтво, розваги та відпочинок — 9,1 %.